# Supernatural (film)
 (juin 2017).
Si vous disposez d'ouvrages ou d'articles de référence ou si vous connaissez des sites web de qualité traitant du thème abordé ici, merci de compléter l'article en donnant les références utiles à sa vérifiabilité et en les liant à la section « Notes et références ».
Pour plus de détails, voir Fiche technique et Distribution.
Supernatural est un film d'horreur américain de Victor Halperin, sorti en 1933. Il s'agit de la suite du film Les Morts-vivants du même réalisateur.
Le film suit une femme qui assiste à une séance de spiritisme et se retrouve possédée par l'esprit d'une meurtrière exécutée.

## Synopsis
À New York, Ruth Rogen est dans le couloir de la mort pour le meurtre de trois de ses anciens amants. Son quatrième amant, un médium charlatan nommé Paul Bavian, l'a dénoncée à la police. Le Dr Carl Houston croit que l'esprit maléfique d'un meurtrier se réincarne pour commettre davantage de crimes après sa mort. Il obtient la permission d'effectuer des expériences sur le corps de Ruth Rogen après son exécution sur la chaise électrique .
Pendant ce temps, l'héritière Roma Courtney est contactée par Bavian, qui prétend que son frère jumeau récemment décédé, John, veut lui envoyer un message. Lorsque la propriétaire de Bavian menace de le dénoncer, il l'assassine avec une bague possédant une aiguille empoisonnée. Roma et son fiancé, Grant Wilson, assistent à une séance de spiritimse organisée par Bavian. Bavian trompe Roma en lui faisant croire que son frère a été assassiné par Hammond, le gérant du domaine de Roma Courtney. Roma et Grant quittent la séance et rendent visite au Dr Houston dans son laboratoire. Il est occupé  à essayer de réanimer le corps de Ruth Rogen. Lorsque les yeux de Ruth Rogen s'ouvrent, le couple choqué est prié de quitter le laboratoire tandis que le Dr Houston explique à Ruth Rogen ce qu'il tente de faire. Soudain, un vent souffle dans la pièce et l'esprit de Rogen tente d'entrer dans le corps de Roma Cournteny, laissant des empreintes digitales sur le cou de Roma.
Pour tenter de prouver que Bavian est un imposteur, Grant organise une deuxième séance au domicile de Roma. Une fois de plus, Bavian utilise des ruses pour convaincre Roma que Hammond est un meurtrier. Hammond se bat avec Bavian, et Bavian utilise son anneau pour tuer Hammond. À ce moment-là, l'esprit de Rogen entre dans le corps de Roma. La Roma possédée accepte de partir avec Bavian. Ils se rendent à son ancien appartement. Bavian ne réalise pas que Roma est possédée et Bavian déclare son dédain pour Ruth Rogen et son désir pour Roma. Lorsque le propriétaire leur dit de partir, Bavian suggère qu'ils se dirigent vers le yacht de Roma. Ils s'embrassent passionnément. Pendant ce temps, Grant, aidé par le fantôme de John, réalise que Roma est possédée et se précipite vers le yacht. Sur le bateau, pendant l'après-midi, Bavian et Roma bavardent. Bavian est effrayé par les manières de Roma qui semblent similaires à celles de Ruth. Grant arrive juste à temps pour empêcher Ruth-Roma d'étrangler Bavian et Bavian de tuer Roma. Bavian tente de s'enfuir, l'esprit de Rogen le suit et enroule une corde autour de son cou pour l'étrangler. L'esprit de Ruth quitte le corps de Roma. 
L'esprit de John pousse subtilement Roma et Grant à se marier.

## Fiche technique
- Titre original : Supernatural
- Réalisation : Victor Halperin
- Scénario : Garnett Weston
- Production : Edward Halperin
- Photographie : Arthur Martinelli
- Pays d'origine : États-Unis
- Langue : anglais
- Format : noir et blanc
- Genre : drame, horreur
- Durée : 65 minutes
- Société de distribution initiale en salles aux  États-Unis : Paramount
- Date de sortie : 12 mai 1933

## Distribution
- Carole Lombard : Roma Courtney
- Alan Dinehart : Paul Bavian
- Vivienne Osborne : Ruth Rogen
- Randolph Scott : Grant Wilson
- H. B. Warner : Dr Carl Houston
- Beryl Mercer : Madame Gourjan
- William Farnum : Nick Hammond
- Willard Robertson : Warden
- George Burr Macannan : Max Schmitt
- Lyman Williams : John Courtney